# Bertrand Weber
Bertrand Weber (* 15. März 1858 in Menziken; † 3. Oktober 1945 ebenda, heimatberechtigt ebenda) war ein Schweizer Unternehmer.

## Leben

### Familie und Ausbildung
Bertrand Weber, Sohn des Inhabers der Zigarren- und Tabakfabrik S. Weber & Söhne, des seinerzeit führenden Tabakunternehmens im Wynen- und Seetal, Johann Jakob Weber sowie dessen Ehegattin Maria Anna geborene Merz, absolvierte nach Schulbesuchen in Menziken sowie Reinach AG eine Lehre im väterlichen Geschäft.
Bertrand Weber heiratete im Jahre 1886 Emilie, die Tochter des Kaufmanns Simon Weber. Weber verstarb im Herbst 1945 87-jährig in seiner Heimatgemeinde Menziken.

### Beruflicher Werdegang
Nachdem Weber sich nach seinem Lehrabschluss unter anderem in Italien sowie Ägypten aufgehalten hatte, trat er 1893 als Teilhaber in die elterliche Firma ein, 1904 wurde er zum kaufmännischen Leiter bestellt. Nach der Umwandlung des Unternehmens in eine Aktiengesellschaft im Jahre 1917 wurde er zum Verwaltungsratspräsidenten gewählt, eine Position, die er bis 1945 innehielt.
Bertrand Weber, der im Militär zuletzt den Rang eines Infanteriehauptmanns innehatte, trat überdies als Förderer des Krankenasyls in Menziken sowie in seinen letzten Lebensjahrzehnten als Kunstsammler hervor.